# 孔僖 (明朝)
孔僖（1479年—16世紀），字彥和，湖廣德安府安陸縣民籍，雲南永昌府人，明朝政治人物。

## 生平
孔僖祖先來自雲南永昌府，個性端謹友愛，事兄如事父，喜歡為他人周濟，貸款無法償還者焚燒其債劵；嘉靖元年（1522年）他中舉人，次年（1523年）聯捷進士，獲授浮梁知縣，潔身自愛，積穀防饑，剛直不阿，調官雲縣，未就任已去世，入祀浮梁名宦祠。

## 家族
曾祖孔智。祖父孔詳。父孔鎧，紀善，加正五品服俸。母王氏。永感下。兄孔傳。

## 引用
1. 1 2  咸豐《安陸縣志·卷二十八·人物》：孔僖，字彥和，其先世來自雲南永昌。僖嘉靖癸未進士，知浮梁潔身惠民，積穀備賑，剛直不阿，調知雲縣未任卒。僖端謹友愛，以父事兄，喜周人急，貸不能償者焚其劵，《浮梁志》稱其清介，有古廉吏風，祀名宦祠。以沈志修
2. ↑  咸豐《安陸縣志·卷二十四·選舉》：嘉靖元年壬午科易泉（舉人）榜……孔僖 見進士表
3. ↑  道光《浮梁縣志·卷十二·名宦》：孔僖，字彥和，安陸人，進士。嘉靖間知縣，為政宜民有冰蘖操，加以積儲以備凶荒，庚子邑災，民甚賴之，以改調去，民思不已，祀名宦。
4. ↑  龚延明主编. . 宁波: 宁波出版社. 2016. ISBN 978-7-5526-2320-8. 《天一閣藏明代科舉錄選刊.登科錄》之《嘉靖二年癸未科進士登科録》